# 123P/West-Hartley
123P/West-Hartley – kometa krótkookresowa, należąca do rodziny Jowisza.

## Odkrycie
Kometa została odkryta 11 maja 1989 roku w Europejskim Obserwatorium Południowym przez Richarda Martina Westa. Niezależnie odkrył ją Malcolm Hartley 28 maja tego samego roku na zdjęciu wykonanym przez UK Schmidt Telescope.

## Orbita komety i właściwości fizyczne
Orbita komety 123P/West-Hartley ma kształt elipsy o mimośrodzie 0,45. Jej peryhelium znajduje się w odległości 2,13 j.a., aphelium zaś 5,59 j.a. od Słońca. Jej okres obiegu wokół Słońca wynosi 7,59 roku, nachylenie do ekliptyki to wartość 15,36˚.
Jądro tej komety ma rozmiary maks. kilku km.